# Одисеас Андруцос
Одисей Верушу-Мучана или Одисей Андруцу, с псевдоним Лиша (на гръцки: Οδυσσέας Ανδρούτσος), е гръцки революционер от армънски произход. Един от водачите на гръцкото въстание от 1821 година.

## Биография
Роден е през 1790 година на остров Итака. Син е на изявения арматолски капитан Андруцу Верушу- Мучана, който е родом от Ливанатес във Фтиотида. Майка му е от Превеза.